# Luzi Jenny

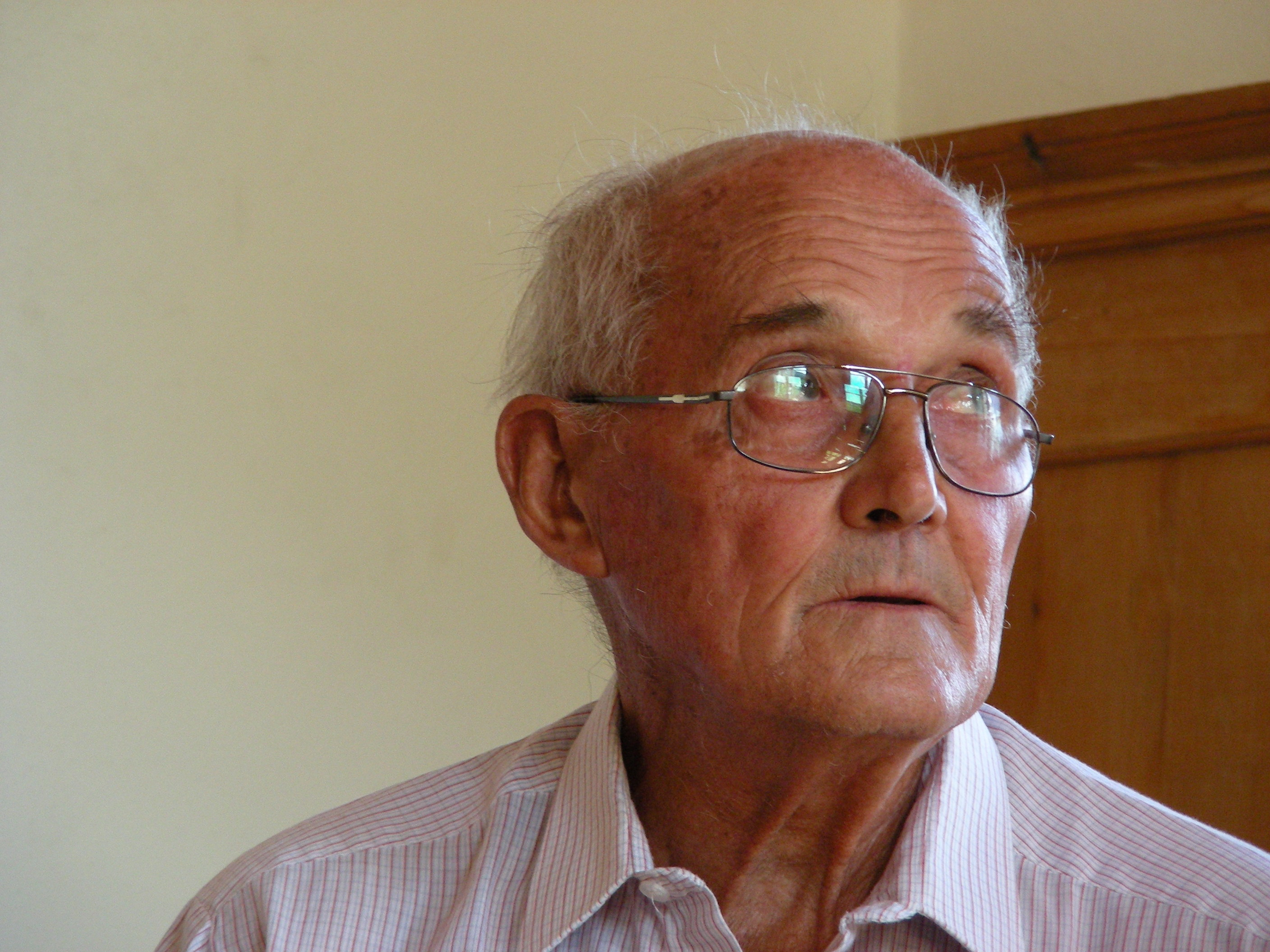
Luzi Jenny (2007)

Luzi Jenny, mit vollem Namen Johann Luzi Jenny (* 6. April 1925 in Tschappina, Kanton Graubünden; † 20. Februar 2015 in Thusis) war ein Schweizer Lehrer, Landwirt und Mundartautor.

## Leben
Luzi Jenny wuchs in der Gemeinde Tschappina am Heinzenberg auf. Die Volksschule besuchte er in seinem Geburtsort und in Thusis. In Chur absolvierte er zunächst die Handelsschule und anschliessend das Lehrerseminar.
Als Lehrer unterrichtete er in Haldenstein, Präz, Wolfhalden und ab 1952 in Tschappina. Da bis in die 1970er-Jahre die ländlichen Schulen im Kanton Graubünden den ganzen Sommer über geschlossen waren, arbeitete er dort sowohl als Lehrer der örtlichen Gesamtschule wie auch als Bergbauer.
In den 1950er-Jahren fing er an, zunächst für die Schule Texte im Tschappiner Walserdeutsch zu schreiben. In den folgenden Jahrzehnten erschienen zahlreiche kleinere Veröffentlichungen, ab 1985 mehrere Erzählbände sowie ab 2000 einige von ihm besprochene CDs. Themen seines Schaffens waren «seine bäuerliche Bergdorfumwelt […] das ganze Spektrum unserer menschlichen Nöte, Freuden, Ohnmacht dem Schicksal gegenüber und Möglichkeiten der Wandlung, der Einsicht. Er schrieb über die Landschaft seiner Heimat, die häuslichen Verhältnisse, hin und wieder minuziös über Arbeitsvorgänge, Szenen aus dem öffentlichen Leben, voller Witz und Ernst. Am meisten aber schrieb er darüber, wia d Lüt bi ünsch äpa sind.»
Jennys literarischer Nachlass liegt bei der Walservereinigung Graubünden.

## Ehrungen
- 1984: Ehrenbürgerrecht der Gemeinde Tschappina[3]
- 2000: Kulturpreis der Stiftung Martin Peter Enderlin

## Publikationen
- Wier und schii. Dialektgschichtä va Tschappina. 1985.
- Im Gädemli. Gschichta und Gidichti im Tschappiner Dialekt. 2002.
- Ds Botmartisch Gschichta. 2011.
- Der Dracha am Beverin und andere Heinzenberger Sagen. 2014.
- Beiträge in verschiedenen Anthologien sowie in den Jahresberichten der Walservereinigung Graubünden, ab 1963.

CDs:
- Luzi Jenny erzählt Märchen in Tschappinerdialekt. 2000.
- Der Nitlaschmaus und andere Tschappinergeschichten. 2000.
- Ds Botmartisch Gschichta. 2011.
- Der Dracha am Beverin und andere Heinzenberger Sagen. 2021.